# Granica belgijsko-francuska
Granica belgijsko-francuska – granica lądowa pomiędzy Belgią i Francją.
Granica ta powstała w roku 1830, w którym to Belgia uzyskała niepodległość.

## Przebieg
Na wschodzie granica rozpoczyna się w trójstyku z granicami: francusko-luksemburską i belgijsko-luksemburską, są to okolice miasta Aubange. Następnie biegnie w kierunku północno-zachodnim. Kończy się nad kanałem La Manche pomiędzy belgijskim De Panne i francuskim Malo-les- Bains.

### Belgijskieprowincjeprzygraniczne
- Flandria Zachodnia
- Hainaut
- Namur
- Prowincja Luksemburg

### Francuskiedepartamentyprzygraniczne
- Nord-Pas-de-Calais
- Szampania-Ardeny
- Lotaryngia

## Galeria

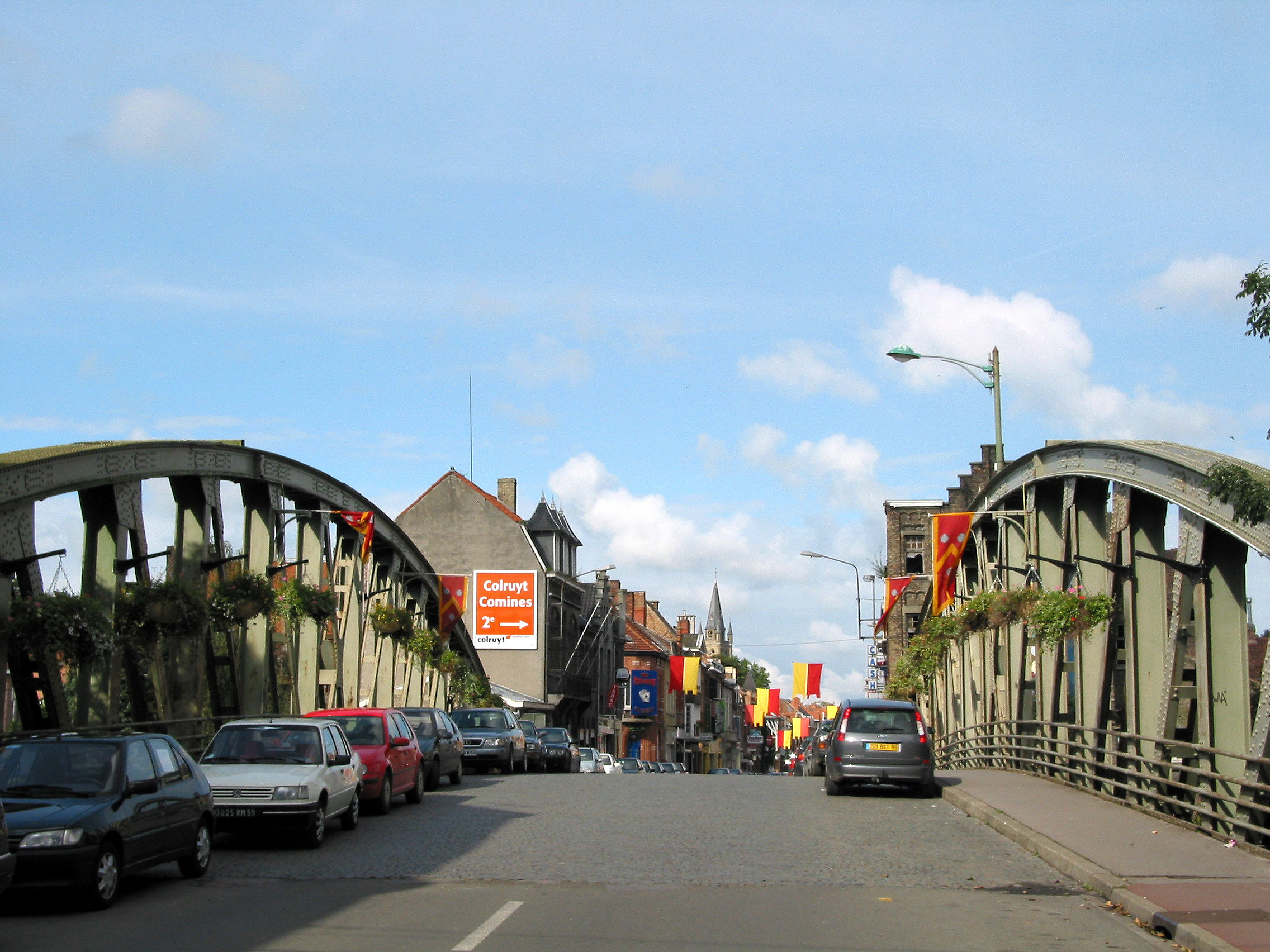
Most graniczny
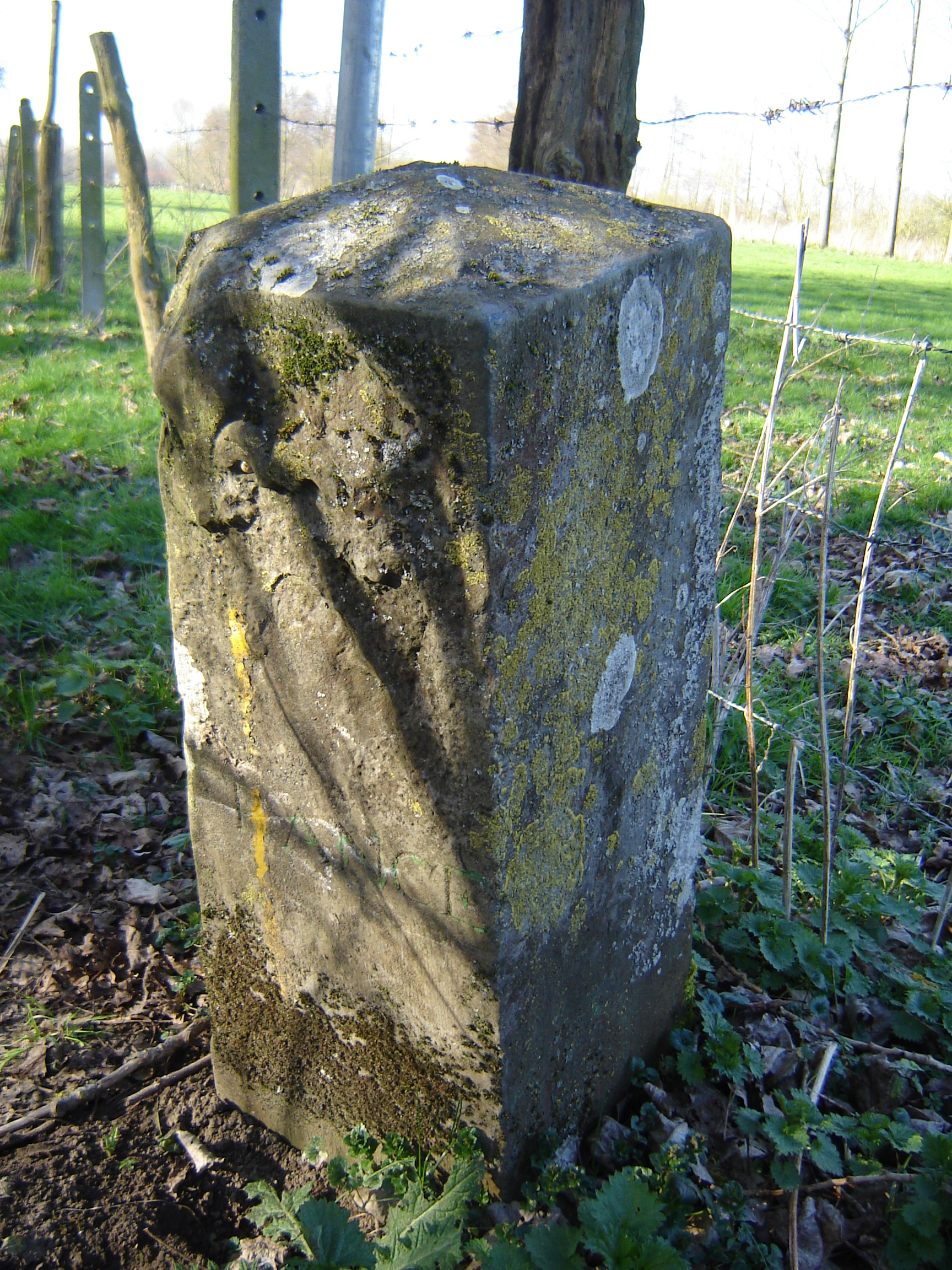
Słup graniczny